# Martînivka, Novoarhanhelsk
Martînivka (în ucraineană Мартинівка) este localitatea de reședință a comunei Martînivka din raionul Novoarhanhelsk, regiunea Kirovohrad, Ucraina.

## Demografie
Componența lingvistică a localității Martînivka
     Ucraineană (99,13%)
     Alte limbi (0,87%)
Conform recensământului din 2001, majoritatea populației localității Martînivka era vorbitoare de ucraineană (99,13%), existând în minoritate și vorbitori de alte limbi.